# Trébrivan
Trébrivan är en kommun i departementet Côtes-d'Armor i regionen Bretagne i nordvästra Frankrike. Kommunen ligger i kantonen Maël-Carhaix som tillhör arrondissementet Guingamp. År 2022 hade Trébrivan 763 invånare.

## Befolkningsutveckling
Antalet invånare i kommunen Trébrivan
Referens:INSEE